# El Guarco (cantão)
El Guarco é um cantão da Costa Rica, situado na província de Cartago, entre Desamparados ao sul e oeste, Dota ao sul, e Cartago ao norte, leste e oeste. Sua capital é a cidade de El Tejar. Possui uma área de 167,69 km² e sua população está estimada em 41.793 habitantes.

## Divisão política
Atualmente, o cantão de Alvarado possui 4 distritos:
|   | Nome do Distrito | Área (km²) | População |
| - | ---------------- | ---------- | --------- |
| 1 | El Tejar         | 6.06       | 24972     |
| 2 | San Isidro       | 129.68     | 9828      |
| 3 | Tobosi           | 21.12      | 6569      |
| 4 | Patio de Água    | 10.83      | 412       |